# Microregione di Oliveira
Oliveira è una microregione del Minas Gerais in Brasile, appartenente alla mesoregione di Oeste de Minas.

## Comuni
È suddivisa in 9 comuni:
- Bom Sucesso
- Carmo da Mata
- Carmópolis de Minas
- Ibituruna
- Oliveira
- Passa Tempo
- Piracema
- Santo Antônio do Amparo
- São Francisco de Paula